# Lysimachia producta
Lysimachia producta är en viveväxtart som först beskrevs av Samuel Frederick Gray, och fick sitt nu gällande namn av Merritt Lyndon Fernald. Lysimachia producta ingår i släktet lysingar, och familjen viveväxter. Inga underarter finns listade i Catalogue of Life.